# 脂肪細胞
脂肪細胞（しぼうさいぼう、英: adipocyte）は、細胞質内に脂肪滴を有する細胞のことである。

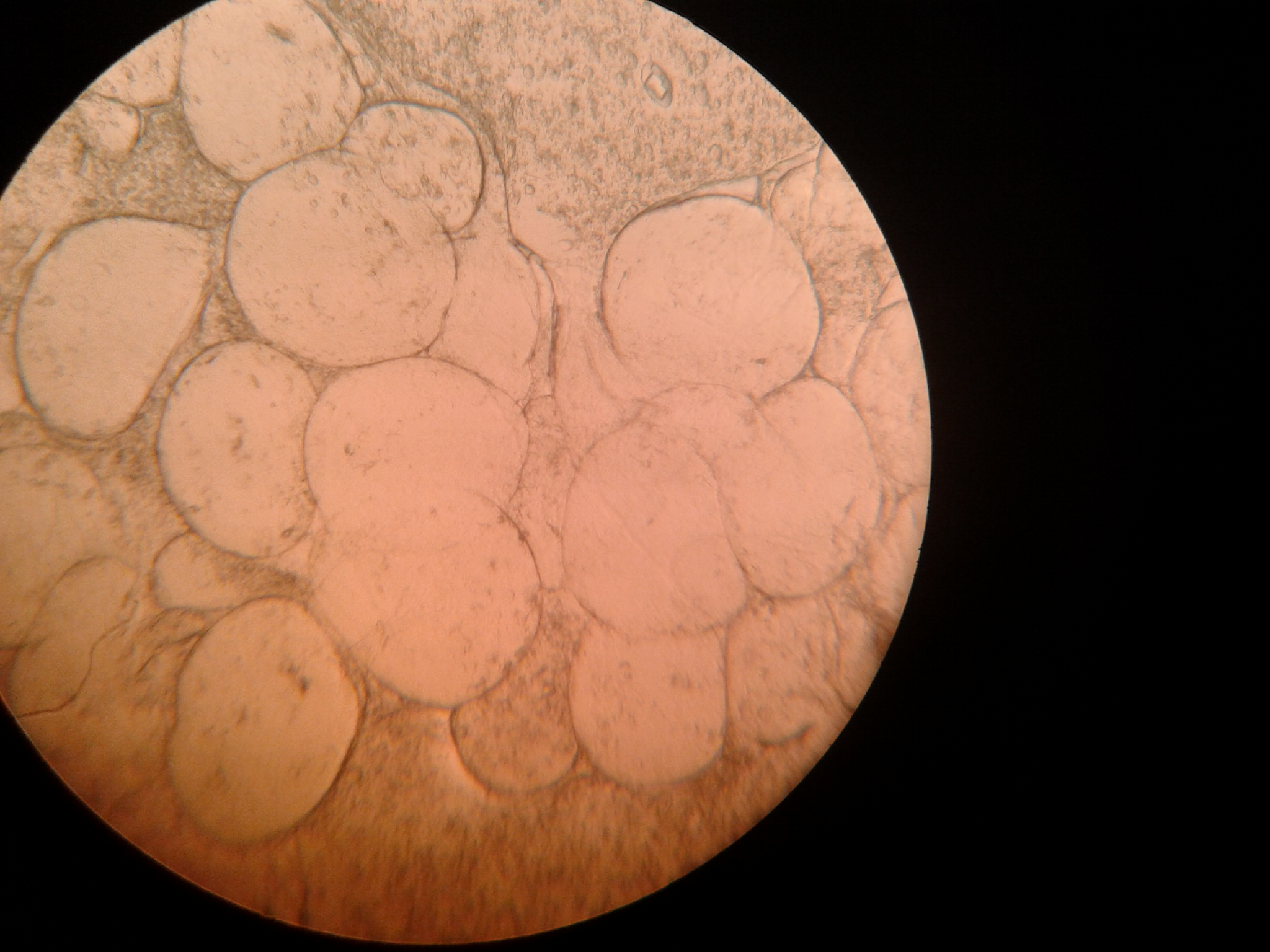
白色脂肪細胞の顕微鏡写真

単胞性脂肪細胞（白色脂肪細胞）と多胞性脂肪細胞（褐色脂肪細胞）とに分類される。単胞性脂肪細胞は大型の脂肪滴が存在し、核や細胞小器官が辺縁に圧迫されている貯蔵型の細胞であり、多胞性脂肪細胞は小型あるいは中型の脂肪滴が多数存在し、細胞小器官が発達している代謝型の細胞である。
冬眠する動物では多胞性脂肪細胞を主体とする脂肪組織を冬眠腺と呼ぶ場合がある。近年、脂肪組織に多くの脂肪幹細胞が見出され、脂肪幹細胞移植など再生医療のセルソース（細胞源）として、その価値に注目が集まってきた。

## 脂肪細胞の肥大化
前駆脂肪細胞が、脂肪細胞への脂肪酸輸送を促進する転写因子であるPPARγ等の因子によって刺激されて成熟脂肪細胞（正常脂肪細胞）となる。カイロミクロンやVLDLの中性脂肪をリポタンパクリパーゼによって分解し、脂肪酸を脂肪細胞へ運ぶことによって脂肪細胞が成熟する。また、グルコースが脂肪細胞へ取り込まれると脂肪酸が合成される。通常の脂肪細胞は、インスリン受容体を介さずにグルコースの取り込みを促進し、さらに、インスリン受容体の感受性を良くするアディポネクチンを分泌する。高カロリー摂取や運動不足などによって脂肪細胞は次第に肥大化していき、肥大化脂肪細胞となる。脂肪細胞の大きさが上限に達し、これ以上脂肪を溜め込めない状態になると、周囲の前駆脂肪細胞がPPARγなどによって刺激されて成熟脂肪細胞となり順次肥大化していく。また、脂肪細胞も細胞分裂し、脂肪細胞の数も増加する。
白色脂肪細胞はヒトにおいて250-300億個あり、直径は成熟脂肪細胞において70-90μmであり、肥大化脂肪細胞は130-140μmまで大きくなる。褐色脂肪細胞の直径は20-40μmである。

## 肥大化脂肪細胞の分泌
脂肪細胞が肥大化すると、インスリン抵抗性を惹起する種々の物質（TNFα、脂肪酸、レジスチン）、肥満中枢を刺激して食欲を抑制するレプチン、インスリン受容体の感受性を良くするアディポネクチンの分泌低下、血液凝固を促進する物質（en:plasminogen activator を阻害して血液凝固の溶解を阻害する物質）、単球やリンパ球の遊走を引き起こす単球走化性タンパク質(monocyte chemoattractant protein)、昇圧作用を持つ生理活性物質アンジオテンシンIIの原料となるアンジオテンシノーゲンなどが分泌される。

## 高血圧との関係
脂肪細胞が肥大化すると、血圧に関連して次のことが起こる。

- 過剰に分泌されたレプチンが交感神経の活動を亢進させ、血管を収縮させること等による、血圧の上昇[3]。
- レニン-アンジオテンシン系の活性化

アンジオテンシノーゲンは肝臓で産生されるが、肥大化脂肪細胞からも産生、分泌される。アンジオテンシノーゲンから生成されたアンジオテンシンⅡは、副腎皮質球状帯に作用してナトリウムの再吸収を促進するアルドステロンの分泌を促進し体内に水分を貯留する。また、脳下垂体に作用し利尿を抑えるホルモンである抗利尿ホルモンであるバソプレッシン(ADH)の分泌を促進し同じく体内に水分を貯留する。
これらのことにより高血圧を招く。肥満患者において高血圧症が多いのはこのためである。
また、肥満細胞の肥大化（=肥満）によるインスリン抵抗性の発現は高インスリン血症をきたす。高インスリン血症は、腎尿細管へ直接作用してナトリウム貯留を引き起こし、これが水分を貯留し結果として血糖値を下げる作用につながるが、水分の貯留により高血圧を発症させることとなる。

## インスリン抵抗性との関係
脂肪細胞が肥大化すると、特に内臓に存在する脂肪細胞から遊離脂肪酸が遊離される。この脂肪酸の一部が骨格筋や肝細胞に運ばれ、骨格筋内へ運ばれた脂肪酸はタンパク質分子をリン酸化する酵素であるプロテインキナーゼCを活性化し、更にNF-κBに関連したIκBαのセリン残基をリン酸化する酵素複合体であるIκB kinase (IKK）が活性化されて、インスリン受容体基質であるIRS1タンパクのセリン残基をリン酸化する。この経路によってIRS1タンパクがリン酸化されると、正常なリン酸化過程が阻害され、結果的にIRS1以降のシグナルが伝達されず、インスリン依存のグルコーストランスポーターであるGLUT4を膜に移送できなくなる。GLUT4が機能しにくくなると、インスリンによりグルコースが細胞に取り込まれにくくなる。この状態がインスリン抵抗性となる。
もう一つのメカニズムとし、脂肪細胞から単球走化性タンパク質であるMCP-1が遊離され、MCP-1は単球を引き寄せ、細胞外に出た単球は活性化されてマクロファージとなる。このマクロファージは脂肪細胞の周囲に集積し、ここから腫瘍壊死因子として知られるTNFαを分泌する。TNFαが受容体に結合するとセリン・スレオニンキナーゼであるJNK（c-Jun amino-terminal kinase）がインスリン受容体基質であるIRS1タンパクのセリン残基をリン酸化する。この経路でも上記メカニズムと同様にインスリン抵抗性となる。また、TNFαは、GLUT4の発現を抑制する作用もある。TNFαのこれらの作用は著明なインスリン抵抗性を示す。
さらに加えて、脂肪細胞から分泌されるアディポネクチンは、TNFαや遊離脂肪酸と異なり、インスリン受容体の感受性を上げるが、脂肪細胞の肥大化によりアディポネクチンの分泌が低下し、結果としてインスリン抵抗性を示す。